# Kadra Sâfa
Kadra Sâfa è un film muto del 1914 diretto da Stellan Rye che ha come protagonista, nel ruolo del titolo, Grete Wiesenthal, una ballerina molto nota all'epoca negli ambienti teatrali e che si cimentò anche come attrice apparendo in alcuni film muti.

## Produzione
Il film fu prodotto dalla Deutsche Bioscop GmbH (Berlin). Venne girato nei Bioscop-Atelier di Neubabelsberg, a Potsdam.

## Distribuzione
Ottenne il visto di censura nel gennaio 1914. Distribuito dalla Wilkar Films, fu presentato in prima a Berlino il 13 gennaio 1914. Nel maggio dello stesso anno, uscì anche negli Stati Uniti.